# Idaea conifer
Idaea conifer là một loài bướm đêm trong họ Geometridae.